# 吕考尼亚

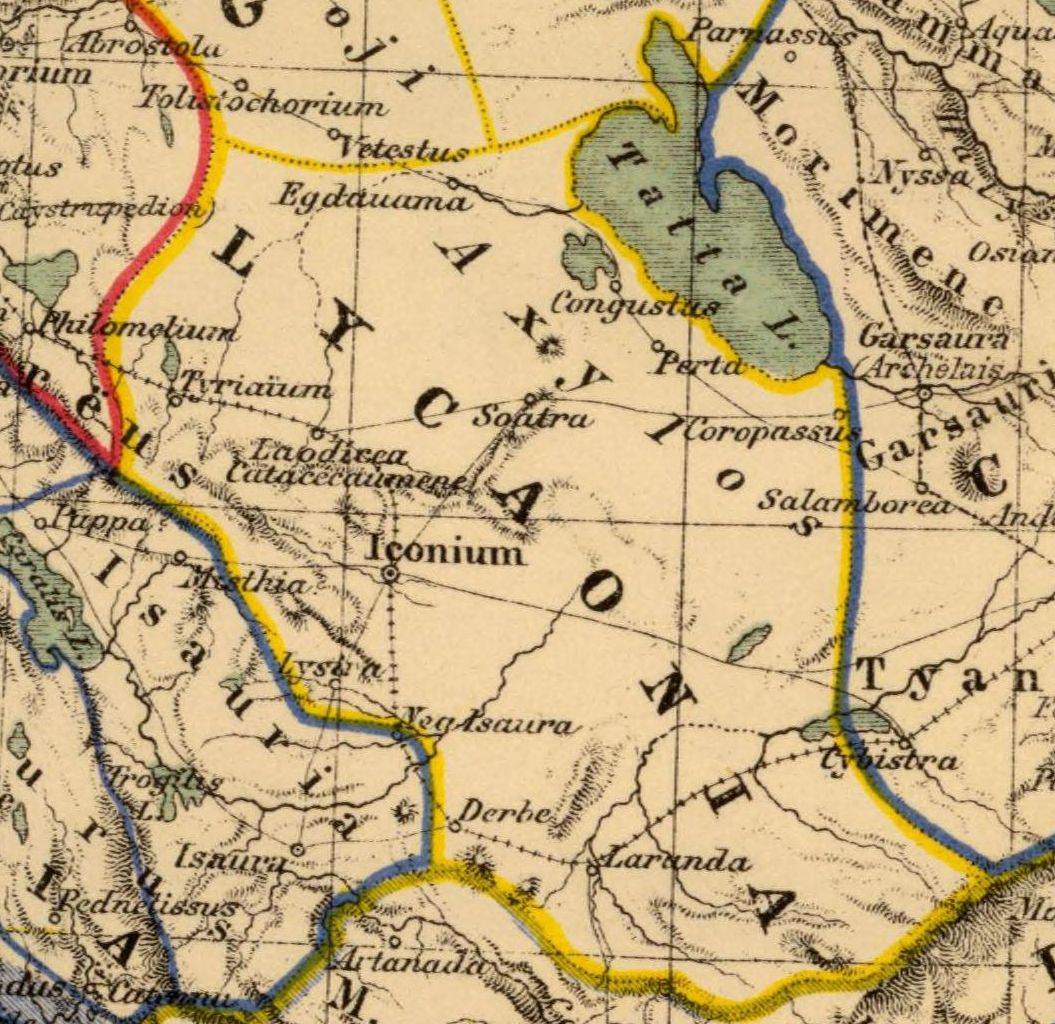
海因里希·基佩尔特（Heinrich Kiepert）所绘地图中的吕考尼亚（1903年）

吕考尼亚（Lycaonia，Lykaonia）是历史上位于小亚细亚内陆的一个地区，在托罗斯山脉以北。吕考尼亚东界卡帕多西亚，北邻加拉太，西至弗里吉亚及皮西迪亚。越过其南方边界的托罗斯山脉则是奇里乞亚（拜占庭时期则被称作伊苏利亚）。吕考尼亚的确切边界随着历史时期的不同亦有变化：虽然希罗多德并未提到过该地区，但吕考尼亚这个名称在色诺芬的《远征记》中出现过，色诺芬描述以哥念是弗里几亚的最后一座城市，过后便是吕考尼亚。托勒密则描述说吕考尼亚是卡帕多西亚行省的一部分。

## 词源
吕考尼亚（Lycaonia，Lykaonia）一名出现在色诺芬《远征记》中描述的小居鲁士的行军路线上。用希腊语解释的话，这个名称是“狼之地”的意思，并被和希腊神话中的人名吕考翁（Lycaon）联系起来。但现在有学者认为，吕考尼亚这个地名来自赫梯语或卢维语的*Lukkawanna，即“卢卡人（Lukka）之地”的意思。

## 历史
吕考尼亚的居民在赫梯时期主要使用安那托利亚语族的语言，其后则使用弗里吉亚语（属古巴尔干语族），再之后则是加拉太语（属凯尔特语族）。
波斯帝国于公元前546年吞并了该地区，但独立程度较高，亚历山大大帝征服之后，吕考尼亚于前260年成为了塞琉古帝国的一部分。罗马-叙利亚战争之后，塞琉古帝国被迫割让该地区给帕加马王国。公元17年，吕考尼亚被正式并入罗马帝国。公元370年，吕考尼亚成为了亚细亚管区下的一个单独的行省。之后则成为了东罗马帝国安纳托利亚军区的一部分。
公元1071年曼齐刻尔特战役之后，吕考尼亚被塞尔柱人的罗姆苏丹国征服，其后安纳托利亚诸贝伊国时期是卡拉曼侯国的一部分。1390年为奥斯曼帝国所吞并。吕考尼亚在土耳其语中被称作（“黑狼之地”）。